# Jiyan
Jiyan (kurd. Życie) – film z 2002, którego reżyserem oraz twórcą scenariusza jest kurdyjski reżyser, Jano Rosebiani.

## Opis fabuły
Diyari, amerykanin kurdyjskiego pochodzenia, wraca do swojego rodzinnego miasta, Halabdży, aby wybudować sierociniec, w pięć lat po ataku na Halabdżę. Na miejscu spotyka Jiyan i Sherko, sieroty, które przeżyły atak. Podczas swojego pobytu w mieście, Diyari wnosi odrobinę nadziei oraz radości do życia dzieci, lecz kiedy odjeżdża osierocone dzieci powracają do swojego samotnego życia. Diyari opuszcza rozpłakaną Jiyan w miejscu, gdzie spotkał ją po raz pierwszy: na huśtawce pod samotnym drzewem na niewielkim wzgórzu.

## Nagrody
- Specjalna nagroda Jury, New Director's Showcase, Międzynarodowy Festiwal Filmowy w Seattle, 2002
- Nagroda dla najlepszego filmu, Człowiek i jego środowisko, Międzynarodowy Festiwal Filmowy Festoria, Portugalia, 2002
- Nagroda publiczności na Rights to Have Rights Film Festival, Włochy, 2003

## Obsada
- Kurdo Galali jako Diyari
- Pirshang Berzinji jako Jiyan
- Choman Hawrami jako Sherko
- Enwer Shexani jako Salar
- Derya Qadir jako Tavga
- Rubar Ehmed jako Jala
- Niyaz Letif jako Haci Heme
- Tara Ebdilrehman jako Shilan
- Shehle Mihemed jako Shirin